# Marie-Mathilde Ducatillon-Sauthier
Pour les articles homonymes, voir Sauthier.
 (septembre 2021).
Si vous disposez d'ouvrages ou d'articles de référence ou si vous connaissez des sites web de qualité traitant du thème abordé ici, merci de compléter l'article en donnant les références utiles à sa vérifiabilité et en les liant à la section « Notes et références ».
Marie-Mathilde Ducatillon-Sauthier, plus connue sous sa signature  MMSD, est née le 16 mai 1953 en Suisse. Elle s'est formée aux Arts décoratifs de Genève de 1970 à 1973, puis à l'École des beaux-arts de Genève de 1973 à 1977, où elle obtient un diplôme d'artiste-peintre.

## Expositions
- Salon des Métamorphoses au Grand Palais de Paris en 1978.
- Exposition collective à Montreux en 1980.
- Galerie Chausse-coq à Genève en 1981.
- Europ’Art à Genève en 1999.
- Portes ouvertes des ateliers d’artistes genevois en 1999 et 2001.
- Galerie Neel, Saint-Paul de Vence, 2005.
- Mas d'Artigny, Saint-Paul de Vence, mars-mai 2007